# Conioselinum mexicanum
Conioselinum mexicanum är en flockblommig växtart som beskrevs av John Merle Coulter och Joseph Nelson Rose. Conioselinum mexicanum ingår i släktet ryssiljor, och familjen flockblommiga växter. Inga underarter finns listade i Catalogue of Life.